# Maj Sjöwall et Per Wahlöö
Œuvres principales
- La série avec Martin Beck (1965-1975)

Maj Sjöwall (Stockholm, 25 septembre 1935 - Landskrona, 29 avril 2020,) et Per Wahlöö (Göteborg, 5 août 1926 - Stockholm, 23 juin 1975) sont un couple d'écrivains suédois, auteurs d'une série de dix romans policiers ayant pour héros l'enquêteur Martin Beck.

## Contexte socio-politique
Au milieu des années 1960, quand débute la saga des enquêtes de l'inspecteur Martin Beck, la Suède est un pays prospère. C'est même, juste derrière la Suisse, la nation européenne offrant le meilleur niveau de vie par habitant. C'est un État largement industrialisé, importateur de matières premières et d'énergie, et exportateur de produits manufacturés. Sa neutralité pendant la Seconde Guerre mondiale a profité à l'économie, qui non seulement n'a pas été détruite ou convertie en économie de guerre, mais s'est développée et modernisée.
Sur le plan politique le pays est dominé depuis les années 1930 par le parti social-démocrate, champion toutes catégories de l'État-providence. Les inégalités sociales sont faibles et la population immigrée est quasi inexistante (à l'exception d'une immigration finlandaise).
C'est dans ce cadre idyllique en apparence, que dix ans durant — et dans autant de romans écrits à quatre mains — Maj Sjöwall et Per Wahlöö vont s'ingénier à montrer l'envers du décor, toutes les déviances traditionnellement passées sous silence, mais dont l'existence même prouve, à leurs yeux, que le fameux « modèle suédois » n'est qu'un leurre à bien des égards. 
Pour reprendre une expression de Robert Deleuse dans Les Maîtres du polar (Bordas, 1991), l'œuvre du couple scandinave est une « scannerisation de la société suédoise ». Per Wahlöö définissait leur travail comme « un scalpel ouvrant le ventre d'une idéologie appauvrie et exposant la morale discutable du pseudo bien-être bourgeois ».

## Biographie des auteurs
Per Wahlöö, diplômé de l'Université de Lund en 1946 consacre ses dix premières années de vie professionnelle au journalisme (il fut notamment reporter criminel), tout en publiant à partir de la fin des années 1950 quelques romans relevant pour l'essentiel du genre de la politique-fiction. 
Maj Sjöwall est éditrice pour la maison d'édition suédoise Wahlström & Widstradt lorsqu'en 1961 elle rencontre Per Wahlöö qu'elle épouse l'année suivante. 
Intéressés l'un et l'autre par la criminologie, et animés par de fortes motivations politiques, ils décident très rapidement d'investir le genre du roman policier, qui permet assez facilement de capter l'attention du lecteur tout en développant une argumentation plus intellectuelle. Par le truchement d'histoires policières classiques, mais néanmoins caractérisées par une vraie science de l'intrigue, le couple, dès Roseanna en 1965, a tenté d'exprimer sa vision du monde en général et de la société suédoise de l'époque en particulier. Ce premier roman écrit en commun est aussi le premier de la série dont le héros est l'enquêteur de police Martin Beck.
Le constat implacable que les deux auteurs ont fait de la société suédoise déliquescente finit par trouver un écho éclatant à la fin de la décennie 1980 lorsque le fameux modèle social à la suédoise commence à voler en éclats sous les coups de boutoir du libéralisme économique.

## Œuvre

### Romans

#### Signés par Per Wahlöö seul
Per Wahlöö a publié trois romans seul : Le Camion, qui se passe dans l'Espagne franquiste, et surtout Meurtre au 31e étage, suivi de Arche d'Acier, qui met en scène le commissaire Jenssen dans une Suède fictive, description par l'absurde et l'exagération des dérives potentielles de la société suédoise.

#### SérieMartin Beck
Les dix romans formant la série des enquêtes de Martin Beck, aussi intitulée Roman d'un crime, ont été publiés en Suède entre 1965 et 1975, et se sont arrêtés à la mort de Per Wahlöö. Les six premiers livres ont été publiés en français au début des années 1970 par les éditions Planète, puis la totalité de la série a été reprise au milieu des années 1980. La série complète est parue dans la collection de poche 10/18 entre 1985 et 1987, avec en couverture des toiles de l'artiste allemand Peter Klasen ; elle a été reprise dans des traductions intégrales dans la collection Rivages/Noir entre 2008 et 2010.
La traduction des six premières enquêtes, jusqu'à et y compris Vingt deux, v'là des frites !, a été faite à partir de la traduction anglaise, tandis que la traduction des quatre enquêtes suivantes a été directement faite à partir de la version suédoise d'origine. Les éditions Rivages/Noir ont entrepris de rééditer les traductions françaises dans des versions intégrales et en rétablissant notamment le tutoiement entre policiers. Chaque roman est préfacé d'un auteur de polar connu. Le commissaire Wallander de Henning Mankell est pour ainsi dire le descendant direct de Martin Beck.
- Roseanna (AB. P. A. Norstedt & Söners Forlag, 1965) Roseanna, traduit de l'anglais par Michel Deutsch, Paris, Éditions Planète, 1970 ; traduction révisée intégrale à partir du texte original suédois, Paris, Payot & Rivages, coll. « Rivages/Noir » no 687, 2008  (ISBN 978-2-7436-1804-9) — Il s'agit du premier des dix romans de la série. On y fait la connaissance de presque tous les personnages récurrents de la série, et naturellement de celle de Martin Beck. Celui-ci, alors inspecteur principal de la police nationale est affecté au bureau des homicides et chargé d'enquêter sur la mort d'une inconnue retrouvée dénudée dans un canal.
  - Adaptation cinématographique suédoise réalisée par Hans Abramson sous le même titre en 1967.

- Mannen som gick upp i rök (1966) L'Homme qui partit en fumée, traduit de l'anglais par Michel Deutsch, Paris, Éditions Planète, 1971 ; traduction révisée intégrale à partir du texte original suédois, Paris, Payot & Rivages, coll. « Rivages/Noir » no 688, 2008  (ISBN 978-2-74361805-6) — Un homme est retrouvé mort dans un appartement des plus miteux la veille du départ en vacances de Martin Beck ; le lendemain, celui-ci doit quitter sa famille sur la petite île où ils viennent d'arriver, car il est rappelé de toute urgence à Stockholm où un fonctionnaire du ministère des Affaires Étrangères lui demande d'abandonner sa villégiature et d'enquêter immédiatement sur la disparition d'un journaliste, de l'autre côté du Rideau de fer, en Hongrie.
  - Adaptation cinématographique germano-hongro-suédois réalisée par Péter Bacsó en 1980 : Der Mann, der sich in Luft auflöste.

- Mannen på balkongen (1967) Premier titre français Elles n'iront plus au bois, Paris, Éditions Planète, 1970 ; traduction révisée intégrale à partir du texte original suédois sous le titre L'Homme au balcon, Paris, Payot & Rivages, coll. « Rivages/Noir » no 714, 2008  (ISBN 978-2-7436-1888-9) — Ce roman traite d'un sujet peu abordé dans la littérature policière de l'époque : la pédophilie. Martin Beck et son équipe traquent un violeur meurtrier de petites filles dans un Stockholm écrasé par la chaleur du début d'été. Sur le plan personnel, on voit les rapports du couple Beck se distendre de plus en plus sans que l'on sache très bien si cela est dû à l'hyperactivité de Martin au travail, ou bien s'il cherche à compenser par cette hyperactivité le désastre affectif qu'est sa vie privée.

- Den skrattande polisen (1968) Premier titre français Le Massacre de l'autobus, traduit de l'anglais par Michel Deutsch, Paris, Éditions Planète, 1970 ; traduction révisée intégrale à partir du texte original suédois sous le titre Le Policier qui rit, Paris, Payot & Rivages, coll. « Rivages/Noir » no 715, 2008  (ISBN 978-2-7436-1889-6) — Alors que toute la police de Stockholm est mobilisée pour faire face à une manifestation contre la guerre du Viêt Nam, deux de ses membres découvrent un autobus rempli de passagers arrosés à coup de pistolet mitrailleur. Parmi les victimes se trouve un policier de la brigade criminelle : Åke Stenström. Ainsi commence l'un des meilleurs romans de la série dans lequel, outre l'aspect enquête comme d'habitude impeccable, Sjöwall et Wahlöö nous donnent à voir une Suède où, sous des dehors de démocratie presque parfaite, se dissimulent les mêmes turpitudes policières et politiciennes que partout ailleurs en Europe occidentale (nous sommes en 1968).
  - Adaptation cinématographique américaine réalisée par Stuart Rosenberg en 1973 : The Laughing Policeman (en français : Le Flic ricanant )[3].

- Brandbilen som försvann (1969) Premier titre français Feu à Stockholm, traduit de l'anglais par Michel Deutsch, Paris, Éditions Planète, 1972 ; traduction révisée intégrale à partir du texte original suédois sous le titre La Voiture de pompiers disparue, Paris, Payot & Rivages, coll. « Rivages/Noir » no 723, 2009  (ISBN 978-2-7436-1956-5) — Quand une banale voiture de pompiers peut en cacher une autre, tout aussi banale mais qui finalement va s'avérer le nœud tenant tous les éléments de l'intrigue ! Alors qu'il est en planque devant l'appartement d'un certain Malm, ignorant totalement pourquoi on l'a placé là par une nuit glaciale, l'immeuble explose littéralement à la figure de l'inspecteur Gunvald Larsson. Les journaux témoignent que celui-ci s'est comporté en héros pour sauver la vie de plusieurs personnes. Mais voilà... si la voiture des pompiers n'avait pas temporairement disparu en cours de route, il n'y aurait probablement eu que des blessés… mais plus de roman.
  - Adaptation cinématographique suédoise réalisée par Hajo Gies en 1993 : Brandbilen som försvann.

- Polis, polis, potatismos (1970) Premier titre français Martin Beck et le meurtre du Savoy, traduit de l'anglais par Michel Deutsch, Paris, Éditions Planète, 1972 ; réédition sous le titre Vingt deux, v'là des frites !, Paris, UGE, coll. « 10/18 », coll. « Grands détectives » no 1759, 1986 ; traduction révisée intégrale à partir du texte original suédois sous le titre Meurtre au Savoy, Paris, Payot & Rivages, coll. « Rivages/Noir » no 724, 2009  (ISBN 978-2-7436-1957-2) — Un grand ponte de l'industrie est abattu dans la salle de restaurant de l'Hôtel Savoy à Malmö et le tueur peut prendre la fuite sans que personne ait le temps d'intervenir. Martin Beck, à présent chef de la brigade criminelle - et en instance de quitter sa femme - se rend dans le sud de la Suède prêter main-forte à son ami l'inspecteur-chef Per Mansson, le mâchouilleur de cure-dents parfumés à la menthe. Outre les personnages habituels, on retrouve ici les inénarrables Kvant et Kristiansson, duo plus bête que méchant et la jolie Asa Torrel, jadis fiancée du policier Åke Stenström mort dans l'attaque de l'autobus (cf. Le policier qui rit), laquelle ne va pas laisser Martin Beck complètement indifférent...

- Den vedervärdige mannen från Säffle (1971) L'Abominable Homme de Säffle, traduit du suédois par Philippe Bouquet, Paris, UGE, coll. « 10/18 », coll. « Grands détectives » no 1827, 1987 ; réédition dans une traduction révisée, Paris, Payot & Rivages, coll. « Rivages/Noir » no 754, 2009  (ISBN 978-2-7436-2027-1) — Un assassinat à la baïonnette est commis dans un hôpital. Or le mort n'est pas n'importe qui : c'est un flic, le commissaire Nyman. Qui plus est un flic gravement malade dont l'espérance de vie était des plus réduites. Au fil de son enquête, Martin Beck et ses hommes vont découvrir que le commissaire Nyman avait l'habitude d'utiliser des méthodes très... spéciales avec les suspects. Des méthodes qui cadrent mal avec l'idéologie soft de la social-démocratie suédoise, en apparence tout du moins.
Au no 34 Dalagatan (rue de Stockholm) se trouve une plaque mentionnant le roman, avec cette citation: Ici Gunvald Larsson. Dans l'immeuble au 34 Dalagatan se trouve un forcené qui tire du toit ou du dernier étage avec une arme automatique. Nous avons deux hommes à terre devant l'Institut Eastman. Lance l'alarme dans tout le centre ville[4].
  - Adaptation cinématographique suédoise réalisée par Bo Widerberg en 1976 : Mannen på Taket (en français : Un flic sur le toit).

- Det slutna rummet (1972) La Chambre close, traduit du suédois par Philippe Bouquet, Paris, UGE, coll. « 10/18 », coll. « Grands détectives » no 1865, 1987 ; réédition dans une traduction révisée, Paris, Payot & Rivages, coll. « Rivages/Noir » no 755, 2009  (ISBN 978-2-7436-2028-8) — Une femme blonde coiffée d'un grand chapeau braque une banque ; l'affaire tourne mal : elle tue accidentellement un client. Quelques jours avant, un vieil homme avait été retrouvé mort dans le petit appartement qu'il occupait. Suicide, sans le moindre doute, d'autant que la chambre du mort était fermée de l'intérieur. Sauf que Martin Beck a un doute… Et quand un élément vient relier les deux événements, le doute se transforme en évidence.
Un roman dense, à la conclusion teintée d'amoralisme renforçant un peu plus encore le côté profondément humain des personnages.
  - Adaptation cinématographique néerlando-belge réalisée par Jacob Bijl en 1993 : Beck: de gesloten kamer (en français : Beck: la chambre close).

- Polismördaren (1974) L'Assassin de l'agent de police, traduit du suédois par Philippe Bouquet, Paris, UGE, coll. « 10/18 », coll. « Grands détectives » no 1876, 1987 ; réédition dans une traduction révisée, Paris, Payot & Rivages, coll. « Rivages/Noir » no 764, 2010  (ISBN 978-2-7436-2056-1) — Une femme est assassinée dans des conditions sordides et son corps jeté dans une mare. Quelque temps après, des policiers en patrouille surprennent une bande de petits voleurs. Une fusillade éclate et un flic reste sur le carreau. Manque de chance, l'un des voleurs, pour s'enfuir, dérobe la voiture qu'il ne fallait pas.
 Où l'on voit le grand retour d'un personnage déjà rencontré par Martin Beck au détour de sa carrière ; où l'on voit aussi toute l'imbécillité de la hiérarchie policière, son goût exacerbé pour le pouvoir et sa soif de vengeance dès lors qu'un membre de l'institution a laissé sa peau pendant le service. Un livre féroce, où Maj Sjöwall et Per Wahlöö mettent en pièce le mécanisme policier ; de plus en plus pessimiste.

- Terroristerna (1975) Les Terroristes, traduit du suédois par Philippe Bouquet et Joëlle Sanchez, Paris, UGE, coll. « 10/18 », coll. « Grands détectives » no 1890, 1987 ; réédition dans une traduction révisée, Paris, Payot & Rivages, coll. « Rivages/Noir » no 765, 2010  (ISBN 978-2-7436-2057-8) — Un important et contesté sénateur américain, candidat malheureux à la Maison Blanche, se rend en visite officielle en Suède ; un commando de terroristes internationaux s'y trouve au même moment ; une jeune fille idéaliste et naïve découvre soudain que son pays n'est pas le pays de cocagne dont on lui a rebattu les oreilles… À partir de ces trois éléments, Maj Sjöwall et Per Wahlöö effectuent une autopsie brillante d'une société pas encore morte, mais pourtant déjà dans un état avancé de putréfaction. C'est sans conteste le chef-d'œuvre de la série, comme si Per Wahlöö au commencement de ce roman savait que ce serait son dernier. Les principaux personnages, sans exception, évoluent sur le fil du rasoir, prêts à basculer dans le néant. De la grande littérature.

## Adaptations

### Au cinéma
- Plusieurs romans mettant en scène Martin Beck et son équipe ont été adaptés au cinéma :
  - Roseanna est adapté sous le titre Roseanna, un film suédois réalisé par Hans Abramson en 1967, avec Keve Hjelm et Tor Isedal, et en 1993 par Daniel Alfredson sous le titre Roseanna.
  - Le Policier qui rit est adapté sous le titre Le Flic ricanant (The Laughing Policeman), un film américain réalisé par Stuart Rosenberg en 1973, avec Walter Matthau, Bruce Dern, Louis Gossett Jr. et Albert Paulsen[3].
  - L'Abominable Homme de Säffle est adapté sous le titre Un flic sur le toit (Mannen på Taket), un film suédois réalisé par Bo Widerberg en 1976, avec Carl-Gustaf Lindstedt, Sven Wollter, Eva Remaueus, Thomas Hellberg.
  - L'Homme qui partit en fumée est adapté sous le titre Der Mann, der sich in Luft auflöste, un film germano-hongro-suédois réalisé par Péter Bacsó en 1980, avec Derek Jacobi et Judy Winter.
  - La Voiture de pompiers disparue est adapté sous le titre Brandbilen som försvann, un film suédois réalisé par Hajo Gies en 1993, avec Gösta Ekman.
  - La Chambre close est adapté sous le titre Beck: la chambre close (Beck: de gesloten kamer), un film néerlando-belge réalisé par Jacob Bijl en 1993, avec Jan Decleir et Els Dottermans.

### À la télévision
- La télévision publique suédoise coproduit au début des années 1990 une série de téléfilms adaptant autant de romans de la série avec l'acteur Gösta Ekman dans le rôle de Martin Beck (ces téléfilms ont été diffusés en France par Canal +). Le premier de la série, Brandbilen som försvann (The Fire Engine that Disappeared) connaît une exploitation en salles. Les suivants ne sont diffusés qu'à la télévision : Roseanna, Murder at the Savoy, The Police Murderer, The Man on the Balcony et The Stockholm Marathon, ce dernier étant très librement inspiré du roman Les Terroristes, l'aspect politique du roman étant gommé au profit d'un aspect sportif inexistant dans le roman.

- Beck, une nouvelle série de six saisons, comptant un total de 38 épisodes tournés en suédois, est réalisée à partir de 1997, via une coproduction internationale, d'après des scénarios écrits pour la circonstance dans lesquels ont seulement été conservés les personnages créés par Maj Sjöwall et Per Wahlöö. Ils sont pour l'instant inédits en France. L'acteur Peter Haber y incarne Martin Beck.